# Национальный исследовательский центр телекоммуникаций
Федеральное государственное автономное учреждение «Национальный исследовательский центр телекоммуникаций имени М. И. Кривошеева» (ФГАУ НИЦ Телеком), бывший НИИ Радио — российское научно-исследовательское предприятие, специализирующееся в области информационно-коммуникационных технологий, навигации, спутниковых и наземных систем связи (систем контроля и обеспечения информационной безопасности сетей связи РФ) и телерадиовещания.
Специалисты НИЦ Телеком на протяжении многих лет осуществляют научно-методическую поддержку администрации связи Российской Федерации в области электросвязи, работая как на выборных должностях рабочих и высших органов Международного союза электросвязи (МСЭ), Европейской конференции администраций почт и электросвязи (СЕПТ), Регионального содружества в области связи (РСС), так и в руководящих составах на международных конференциях и форумах.
НИЦ Телеком включает в себя базовые кафедры «Электромагнитная совместимость и управление радиочастотным спектром» (с 2006) в МТУСИ, «Радио и информационных технологий» (с 2008) в МФТИ.
С 19 августа 2022 является оператором базы данных перенесенных абонентских номеров в России.

## История
15 мая 1943 г. на базе 1-го отдела Исполнительного комитета Коминтерна (ИККИ) был создан НИИ №100 (обеспечение радиосвязи и нелегальной курьерской связи с зарубежными компартиями).

### Советский период (1949—1991)

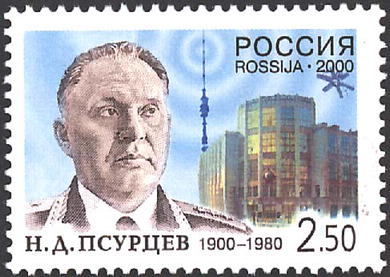
Николай Демьянович Псурцев, министр связи СССР (1948—1975).

7 сентября 1949 года в Москве по инициативе министра связи Советского Союза Н. Д. Псурцева постановлением Правительства на базе радиоотдела Центрального научно-исследовательского института связи и объекта № 100 был создан самостоятельный НИИ-100 — Государственный НИИ по радиовещанию, радиосвязи и радиофикации, подчиненный непосредственно Министерству связи. В 1964 году постановлением Совета Министров СССР НИИ-100 был переименован в «Государственный научно-исследовательский институт радио». Институт создал ряд научных школ, основными направлениями деятельности в советский период стало создание радиорелейных (РРЛ) и спутниковых систем связи и вещания, в основном гражданского назначения

#### Руководители НИИР
Первым руководителем НИИ-100 был крупный советский инженер А. В. Черенков, который позже возглавил Министерство связи РСФСР. С его именем связано становление НИИР как ведущей в стране научной организации в области радиосвязи и вещания.
В. И. Сифоров (1953—1957 гг.) известный советский ученый, член-корреспондент АН СССР, профессор. В этот период в институте была разработана первая система радиорелейной связи, совершенствуется техника коротковолновой связи, начинают создаваться первые в стране частотные планы сетей звукового и телевизионного вещания.
Александр Дмитриевич Фортушенко (1957—1976 гг.) доктор технических наук, профессор, заслуженный деятель науки и техники СССР, лауреат Государственных премий СССР. Период его руководства ознаменован наиболее бурным развитием, тематика и состав института значительно расширились. Благодаря работам НИИР были заложены основы построения отечественной магистральной радиорелейной, тропосферной и спутниковой связи, основываясь на которых в СССР и ряде других стран были созданы сети спутниковой связи, телевизионного и звукового вещания.
В 1976 г. институт возглавил Владимир Павлович Минашин — кандидат технических наук, заслуженный связист РСФСР, лауреат Ленинской премии, в 1992 году генеральным директором НИИР стал профессор Юрий Борисович Зубарев, член-корреспондент Российской Академии Наук.

#### Научные школы
Создание новой техники и связанная с этим потребность в решении сложных научно-технических задач привели к формированию в НИИР ряда крупных научных школ, возглавляемых известными учеными:
- Теория радиоприемных устройств. Сифоров, Владимир Иванович
- Антенная техника. Айзенберг, Григорий Захарович
- Радиорелейная связь. Бородич, Сергей Владимирович
- Кодирование речи. Пирогов Андрей Андреевич
- Спутниковая связь. Кантор, Лев Яковлевич
- Телевидение. Кривошеев, Марк Иосифович

Помимо этого, в МТУСИ и в МФТИ были открыты базовые кафедры НИИР. Научные работы ученых и инженеров института начали печататься в сборнике «Труды НИИР», который издается с 1949 года.

#### Вклад в создание радиорелейных систем связи
В начале 1950-х решением Министерством связи СССР институту поручено создание оборудования для широкополосных радиорелейный линий (РРЛ) связи гражданского назначения с целью распространения звукового и телевизионного вещания на всю территорию СССР. Для уровня радиотехники того времени это являлось сложной задачей. В 1966 году в НИИР был организован отдел радиорелейных систем, который возглавил Н. Н. Каменский.
Первая система для РРЛ метровых волн «Краб» была создана в экспериментальных мастерских НИИР в 1953—1954 гг. и эксплуатировалась на линии связи через Каспийское море между Красноводском и Баку. Следующей разработкой стало семейство первых отечественных систем многоканальной радиорелейной связи «Стрела» диапазона 1600—2000 МГц. «Стрела-П» на 12 телефонных каналов предназначалась для пригородных линий, «Стрела-М» имела 24 канала и предназначалась для магистральных линий протяженностью до 2500 км, «Стрела-Т» могла передавать телевизионный сигнал на расстояние 300—400 км. На аппаратуре «Стрела» начала формироваться сеть радиорелейной связи СССР на направлениях Москва — Рязань, Москва — Ярославль — Нерехта — Кострома — Иваново, Москва — Воронеж, Москва — Калуга, Москва — Тула, Фрунзе — Джалал-Абад.
Затем создаются более совершенные системы РРЛ:
- Р-60/120 диапазона 2 ГГц для магистральных линий до 2500 км
- Р-600 «Весна» диапазона 3,4-3,9 ГГц. (1953—1958 годы, Е. С. Штырен, Н. Н. Каменский). В 1960-70-е модернизировалась: Р-600М, Р-6002М, Р600-2МВ, «Рассвет».
- Комплекс тропосферной радиорелейной системы «Горизонт» (1960-е), который послужил основой для создания советской трансарктической сети тропосферной связи «Север» и первых спутниковых систем[10].
- РРЛ большой емкости «Восход» для трассы Москва — Дальний Восток диапазона 3400-3900 МГц
- Комплекс унифицированных радиорелейных систем «КУРС» (КУРС-4, КУРС-6, КУРС-2М и др.) на диапазоны 2, 4, 6 и 8 ГГц с широкой унификацией элементов.
- Внутризоновые системы РРЛ «Область-1» (конец 1970-х) и «Ракита-8» (1986 г.) диапазона 7,9-8,4 ГГц.
- Магистральные РРЛ «Радуга» диапазона 3400-3900 и 5670-6170 МГц и оконечное оборудование к нему «Рапира-М» на 1920 каналов ТЧ или цифрового потока на 34,368 Мбит/с.

Одной из последних работ советского периода стала ОКР «Радиус» 1990 года — «Внутризоновая цифровая радиорелейная система третьего поколения диапазона 8 ГГц», которая была закончена уже после распада СССР.
В 1956 году в НИИ-100 создана первая советская студийная камера цветного телевидения на трех суперортиконах.

#### Вклад в создание первых советских систем спутниковой связи
В 1957 году с запуском первого в мире советского искусственного спутника Земли началась космическая эра. В начале 1960-х по инициативе директора НИИР А. Д. Фортушенко формируется новое направление спутниковой связи. Создается тематическая лаборатория под руководством Н. И. Калашникова, проводятся первые эксперименты с использованием пассивных космических ретрансляторов — Луны и американского отражающего спутника «Эхо-1». В 1964 году при помощи радиотелескопов объекта «Зимёнки» через космос были приняты телеграфные сообщения и изображение из английской обсерватории «Джодрелл Бэнк».
В кооперации с ОКБ Королева, НИИ-695 и еще рядом организаций разрабатывается наземный сегмент первой советской системы спутниковой связи «Молния-1» для связи между городами Москва и Владивосток. Аппаратура, получившая название «Горизонт-К», созданная на базе тропосферной радиорелейной системы «Горизонт» разработки НИИР и проекта комплекса спутниковой связи «Сатурн» НИИ-695. «Молния-1», позволяла передавать одну телепрограмму и групповой спектр 60 телефонных каналов. Система начала работать в 1965 году, а с 1967 года трансляции стали регулярными.

#### Система «Орбита»
Одним из важнейших проектов 1965—1967 гг. стало создание разветвленной сети приёмных земных станций «Орбита». Создать систему предложили сотрудники НИИР Н. В. Талызин и Л. Я. Кантор после успешных испытаний ИСЗ «Молния-1» на линии космической связи Москва — Владивосток. Поскольку антенны спутникового ретранслятора перекрывали большую часть территории СССР, путем создания приемных земных станций в крупных городах на востоке страны могла быть решена важная проблема по распространению телевизионных программ Центрального телевидения в отдаленные районы без использования протяженных радиорелейных линий. Постановлением правительства НИИР был назначен головной организацией по проекту «Орбита» и разрабатывал аппаратуру земных станций, главным конструктором стал заместитель директора НИИР Н. В. Талызин, в работах принимали участие почти все основные отделы института. Всего к 50-й годовщине Революции было введено в строй 20 земных станций и новая центральная передающая станция «Резерв».
В 1970—1972 гг. НИИР модернизирует систему переводом с диапазона частот 800—1000 МГц в C-диапазон 4/6 ГГц. Обновленная система получила название «Орбита-2», в ней стал работать первый советский геостационарный ИСЗ «Радуга», многоствольный бортовой ретранслятор которого также создавался в НИИР, а приемные станции стали приемно-передающими, обеспечивая не только прием ТВ программ цветного телевидения, но и связь. К 1986 году в СССР функционировало около 100 земных станций «Орбита-2».
В рамках системы была разработана и первая в мире перевозимая репортажная станция спутниковой связи «Орбита-ПП» (впоследствии переименована в «Марс»). Станция состояла из трёх контейнеров и имела антенну диаметром 7 метров. «Орбита-ПП» сопровождала Генерального секретаря ЦК КПСС Л. И. Брежнева во время визита в Индию, на Кубу и в др. страны.
Создание первой в мире спутниковой системы распределения телепрограмм явилось значительным техническим достижением в области телекоммуникаций. За её разработку и внедрение ведущие руководители Н. В. Талызин, Л. Я. Кантор и М. З. Цейтлин стали лауреатами Государственной премии, Н. В. Талызин стал министром связи СССР, многие участники проекта награждены орденами и медалями.

#### Система «Интерспутник»
В 1969 г. был разработан аванпроект и началось создание новой международной спутниковой системы «Интерспутник», охватывающей страны соцлагеря и позволяющей обмениваться ТВ-программами, телефонной и спецсвязью. Все системные и технические решения по созданию системы «Интерспутник», а также аппаратура земных станций (ЗС) создавались НИИ Радио, его опытным заводом «Промсвязьрадио» и организациями-соисполнителями. Руководил работами С. В. Бородич.
Первоначально в системе применялись передатчики «Градиент-К» и приемные комплексы «Орбита-2», в процессе модернизации НИИ Радио были разработаны передатчики «Геликон» мощностью 3 кВт, приемники «Широта», малошумящие усилители «Электроника 4/60». Постепенно осуществлен переход от спутников «Молния-3» с высокоэллиптической орбитой к геостационарным спутникам «Горизонт». Система «Интерспутник» эксплуатируется до сегодняшнего времени.

#### Система спутникового ТВ-вещания «Экран»
НИИ Радио принимал активное участие в создании новой системы спутникового телевещания «Экран». Первый спутник «Экран» был запущен 26 октября 1976 года на геостационарную орбиту в точку 99° в. д. Система покрыла 40 % территории страны (5 млн кв.км.) и предназначалась для малых населённых пунктов Сибири, Дальнего Востока и Крайнего Севера Советского Союза. В отличие от «Орбиты», в «Экране» уже были заложены элементы непосредственного спутникового телевещания. Канал «спутник-земля» работал на частотах телевизионного ДМВ-диапазона 714 МГц и 754 МГц, и первоначально планировалось вещать с орбиты в формате наземного эфирного телевидения, что позволило бы принимать сигналы непосредственно на телевизор Однако это потребовало высокой пиковой мощности передатчика и не укладывалось в требования Регламента радиосвязи по ограничению плотности потока мощности на территории сопредельных с СССР государств. По предложению В. А. Шамшина, в канале «спутник-земля» была применена частотная модуляция, и из-за этого потребовалось наземное преобразование сигнала, Тем не менее, станции коллективного приема II класса были небольшие и относительно недорогие, каждая из них имела встроенный маломощный эфирный ТВ-ретранслятор мощностью 1 Вт («Экран КР-1») или 10 Вт («Экран КР-10»), либо распределяла сигнал по кабельной сети внутри многоквартирного здания. Для крупных телецентров были созданы станции I класса. Система «Экран» стала первым шагом к созданию современных систем непосредственного телевизионного вещания.
Разработанный в НИИ Радио бортовой ретранслятор спутника «Экран-М» обладал рекордной для своего времени мощностью 300 Вт и проработал на орбите более 8 лет при установленном сроке службы в 3 года. Для земной передающей станции «Азимут-М» с параболической антенной диаметром 12 метров в НИИР был создан передатчик «Градиент» мощностью 5 кВт, работавший на частоте 6 ГГц. К 1988 году в СССР работало 4500 наземных станций системы «Экран», за её создание В. А. Шамшин и И. С. Цирлин были удостоены Ленинской премии.
В 1982 году, за выполненные специалистами института крупные разработки, обеспечившие интенсивное развитие в стране радиорелейной и спутниковой связи, НИИ Радио был награждён орденом Трудового Красного Знамени.

#### «Москва» и «Москва-Глобальная»
Дальнейшим развитием системы «Экран» стало создание системы спутникового ТВ-вещания «Москва», которая также разрабатывалась НИИР и функционировала на базе геостационарных спутников «Горизонт», но использовала ствол с центральной частотой 3675 МГц. Это решило проблемы с частотной совместимостью и позволило покрыть вещанием всю территорию СССР («Экран» обслуживал только Сибирь, Крайний Север и частично Дальний Восток). Базовая модель земной станции «Москва-Б», разработанная в НИИ Радио, имела приемную параболическую антенну диаметром 2,5 м и при работе совместно с ТВ-ретранслятором РЦТА-70/Р-12 обеспечивала зону уверенного приёма радиусом около 20 км.
Разработка началась в 1974 г. по инициативе Н. В. Талызина и Л. Я. Кантора, в 1979 был запущен первый ИСЗ на ГСО-позиции 14° з. д., и система была введена в эксплуатацию. Позднее к вещанию были подключены спутники на позициях 53° в. д., 80° в. д., 90° в. д. и 140° в. д. Через каждый спутник транслировалась программа центрального телевидения со сдвигом по времени для разных временных поясов СССР и радио «Маяк»,  также работал телефаксный канал передачи газетных полос. Системы типа «Москва» широко использовались на территории СССР и в некоторых зарубежных представительствах страны, всего было выпущено около 10 тысяч земных станций разных модификаций. В 2005 году, с переходом на цифровой сигнал, через систему началось вещание нескольких ТВ программ в пакете.
В 1986—1988 годы, специально для вещания на отечественные представительства за рубежом, под руководством Ю. Б. Зубарева, Л. Я. Кантора и В. Г. Ямпольского. была разработана система «Москва-Глобальная». В ней использовался такой же, как и в системе «Москва», ствол ИСЗ «Горизонт», но подключенный к антенне, охватывающей максимально возможную площадь поверхности Земли. Два спутника на позициях 11° з. д. и 96,5° в. д. перекрывали большинство территорий Земного шара и обеспечивали работу с приёмными станциями, имеющими антенное зеркало диаметром 4 м. В системе передавался один ТВ-канал, три цифровых канала со скоростью 4800 бит/с и два со скоростью 2400 бит/с.

#### Другие системы связи
В 1972—1975 годах под руководством В. Л. Быкова, И. А. Ястребцова, А. Н. Воробьева создан советский сегмент спутниковой линии правительственной связи между правительствами СССР и США. Линия работала через две земные станции и два отдельных спутниковых сегмента. Одна ЗС с антенной диаметром 12 м в Дубне под Москвой работала через советские спутники «Молния-3», вторая в Золочеве под Львовом имела антенну 25 м и использовала спутники «Интелсат-IVa».
Помимо этого, НИИ Радио было разработано семейство телеграфной аппаратуры «Ламбада», оконечное радиотелефонное оборудование «Сигма-Т», специалисты НИИ Радио участвовали в работе «Группы умощнения», разрабатывающей сверхмощные КВ-СВ-ДВ вещательные радиопередатчики и др.

### Настоящее время (с 1992)
В 1992 г. директором НИИ Радио стал профессор Ю. Б. Зубарев, член-корреспондент Российской академии наук. С этого момента в разработках НИИ Радио все большее внимание уделяется концептуальным вопросам национальной технической политики, направленной на создание в России условий для скорейшего внедрения перспективных технологий радиосвязи и вещания. Минсвязи России поручает специалистам НИИ Радио работы по созданию концепций развития в стране систем радиорелейной, подвижной и спутниковой связи и цифрового звукового и телевизионного вещания, по проведению весьма важных работ, связанных с конверсией радиочастотного спектра и совершенствованием системы управления им, по сертификации радиооборудования, устанавливаемого на сети связи РФ.
Крупным достижением в 1998 году было создание и внедрение специалистами НИИ Радио полностью автоматизированного комплекса для бортовых ретрансляторов космических аппаратов «Галс». Он позволяет осуществлять полный объём наземных испытательных операций с целью проверки работоспособности и получения качественных показателей бортового ретранслятора.
С 2004 г. институт возглавляет доктор технических наук В. В. Бутенко. С его приходом в НИИ Радио было открыто новое направление исследований, связанных с использованием систем спутниковой навигации для предоставления современных услуг определения местоположения объектов в разных сферах производственной деятельности, были широко развернуты важные для страны работы по конверсии радиочастотного спектра.
В 2005 году в НИИ Радио разработано оборудование для телевизионного вещания — система условного доступа «Роскрипт-М». С 2006 года система «Роскрипт-М» находится в эксплуатации на сетях крупнейших российских операторов связи.
С 2007 года в рамках международной программы «Фобос» НИИ Радио разрабатывает мощные радиопередатчики для систем управления космическими аппаратами дальнего космоса.
В НИИ Радио также проводятся работы по созданию бортовых ретрансляторов для спутниковых систем различного назначения. В 2009 году предприятие подписало с ОАО «ИСС» имени академика М. Ф. Решетнёва контракт на разработку модулей полезной нагрузки для космических аппаратов «Экспресс-АМ5» и «Экспресс-АМ6».
21 ноября 2019 г. по инициативе коллектива предприятию присвоено имя М. И. Кривошеева, отдавшего много лет работе в НИИ Радио.
С 13 января 2020 года исполняющим обязанности генерального директора назначен Михаил Юрьевич Сподобаев.  Основные сферы научных интересов М.Ю. Сподобаева – радиотехника, антенная техника, электромагнитная безопасность, создание и внедрение информационных систем и технологий. В настоящее время эффективно работает над докторской диссертацией. Он автор более 150 научных публикаций, 7 монографий (в соавторстве), ряда федеральных нормативных документов (в соавторстве). Основные труды посвящены вопросам развития теории и практики применения современных информационных систем в отрасли телекоммуникаций, в частности для решения задач электромагнитной безопасности.
C 14 мая 2021 года исполняющим обязанности генерального директора НИИ Радио назначен Олег Анатольевич Иванов. 
16 сентября 2024 года глава Минцифры России Максут Шадаев подписал приказ о создании на базе НИИ Радио нового Национального исследовательского центра телекоммуникаций в форме федерального автономного государственного учреждения (НИЦ Телеком).
21 января 2025 г. зарегистрирован устав Национального исследовательского центра телекоммуникаций (НИЦ Телеком), в который реорганизовали Научно-исследовательский институт радио (НИИР).

## Деятельность

### Основные разработки
- многоканальные системы радиорелейной связи «Стрела» для внедрения первых советских радиорелейных линий «Москва-Рязань», «Москва-Тула» и другие (1950-е гг.);
- однополосный коротковолновый передатчик для магистральных радиолиний (1950-е гг.);
- система цветного телевидения «ЦТВ НИИР» (1950-е гг.);
- земные приемо-передающие комплексы «Горизонт» (1960-е гг.) для первой спутниковой линии связи Москва-Владивосток;
- сеть тропосферной связи «Север», протяженность 14 000 км (1965 г.);
- сети спутниковой связи: «Орбита» (1965 г.), «Москва», «Москва-Глобальная» и «Экран» (1976 г.), позволившие охватить телевизионным вещанием территорию СССР;
- мощный передатчик для проведения научного эксперимента — локации планет Венеры и Марса (1968 г.);
- многоствольный бортовой ретранслятор первого советского геостационарного спутника «Радуга» (1970-е гг.);
- международная спутниковая система «Интерспутник» (1972 г.);
- автоматизированный комплекс для бортовых ретрансляторов космических аппаратов «Галс» (1998 г.);
- система условного доступа «Роскрипт-М» (2005 г.).

### Международная деятельность НИИ Радио
На протяжении многих лет специалисты НИИ Радио оказывают научно-техническую поддержку администрации связи Российской Федерации — как на выборных должностях органов Международного союза электросвязи (МСЭ), Европейской конференции администраций почт и электросвязи (СЕПТ), Регионального содружества в области связи (РСС), так и в руководящих составах международных конференций и форумов.
В работе исследовательских комиссий (ИК) и рабочих групп МСЭ принимают участие около 70 сотрудников НИИ Радио. В нескольких ИК они занимают выборные позиции руководителя или заместителя руководителя.
Специалисты НИИ Радио внесли существенный вклад в решения по системам подвижной службы семейства стандартов IMT, вещательным стандартам DVB-T и DVB-T2, системам беспроводного доступа, фиксированной спутниковой и вещательной спутниковой служб, устройствам малого радиуса действия.

### Разработка научно-технических основ конверсии и использования радиочастотного спектра в Российской Федерации
- Разработка и научно-техническое обоснование предложений по долгосрочной политике в области распределения, использования и контроля за использованием радиочастотного спектра, радиоэлектронных средств и технологий и разработка единой методологической базы для решения проблем обеспечения электромагнитной совместимости радиоэлектронных средств (ЭМС РЭС)[25][26].
- Разработка проектов концепций использования радиочастотного спектра.
- Разработка предложений по корректировке национальной Таблицы распределения полос радиочастот между радиослужбами Российской Федерации с учетом перспектив развития технологий связи, сводной потребностям РФ в орбитах и спектре и конверсии РЧС.
- Разработка планов перспективного использования радиочастотного спектра радиоэлектронными средствами всех назначений.
- Разработка нормативно-методических документов по оценке эффективности использования радиочастотного спектра в Российской Федерации.
- Разработка предложений по технической политике в области обеспечения электромагнитной совместимости радиоэлектронных средств гражданского назначения.
- Проведение научно-технических исследований в области обеспечения электромагнитной совместимости РЭС различного назначения и определение путей повышения эффективности использования ими радиочастотного спектра.
- Разработка, аттестация и координация разработок, в тесном взаимодействии с РЧО различных ведомств, методического, специального программного и информационного обеспечения в радиочастотной области с целью создания и распространения единых на территории РФ методик оценки эффективности использования РЧС и анализа ЭМС РЭС и создания на этой основе Государственной автоматизированной системы управления РЧС.
- Разработка предложений по совершенствованию законодательных и нормативно-правовых документов РФ в области использования радиочастотного спектра и обеспечения ЭМС РЭС различного назначения.
- Разработка проекта редакции Регламента радиосвязи РФ, содержащего правовые документы, определяющие основы использования радиочастотного спектра в РФ.
- Разработка регламентирующих документов по совершенствованию механизмов лицензирования деятельности операторов связи, использующих радиочастотный спектр.

### Участие НИИ Радио вФЦП«Развитие телерадиовещания в Российской Федерации на 2009—2018 годы»
В 1998 г. Госкомсвязи России поручил НИИ Радио в кратчайший срок исследовать возможности проведения практических работ по внедрению наземного цифрового ТВ вещания в России.
В Институте был подготовлен раздел частотного плана «Женева-06», касающийся России и сопредельных стран, ставший основой частотного плана цифрового наземного ТВ вещания, а также разработаны Нормативно-правовые акты (НПА) и ГОСТы по различным вопросам цифрового ТВ вещания.
После принятия Правительством Федеральной целевой программы «Развитие телерадиовещания в Российской Федерации (2009—2018 годы)» НИИ Радио выполнило в её рамках целый комплекс работ, среди которых, в частности, был разработанный по заданию ФГУП РТРС Комплексный проект «Развитие цифрового вещания Российской Федерации», ставший основой для системных проектов региональных сетей цифрового эфирного ТВ вещания.
НИИ Радио провел работы по оптимизации частотно-территориального плана (ЧТП) для Первого мультиплекса цифрового эфирного вещания, а также значительную часть работ по оптимизации ЧТП Второго мультиплекса. Специалисты НИИ Радио первыми предложили использовать новейший стандарт DVB-T2, который и был впоследствии утвержден.
В НИИ Радио разработано оборудование для доставки мультиплексов цифрового вещания, а также абонентский приемник для оказания телекоммуникационных услуг через экран телевизора.

### Разработка проектов и решений в интересах развития космической связи

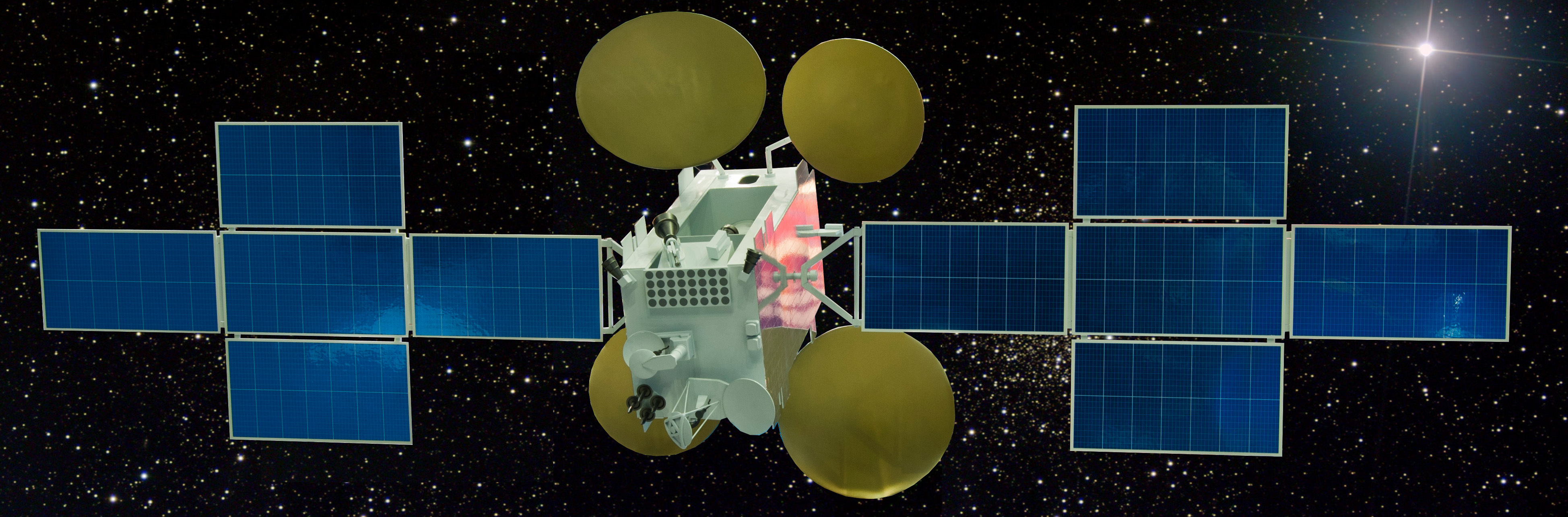
Модель спутника Экспресс AM5.

Ключевое направление деятельности НИИ Радио — конструирование, изготовление и испытания спутниковых средств связи, бортовых ретрансляционных комплексов. Один ретранслятор входит в состав КА «Луч», находящийся на геостационарной орбите. А второй ретранслятор этого класса, относящийся к международной спутниковой системе поиска и спасания КОСПАС-САРСАТ, уже успешно прошел испытания и готовится к запуску.
НИИ Радио является исполнителем по разработке и изготовлению модулей полезных нагрузок для космических аппаратов «Экспресс» . Именно НИИ Радио предложил ГПКС использовать многолучевые антенны в разных диапазонах с применением повторения частот. На основе таких решений изготавливаются спутники «Экспресс-АМ4R», «Экспресс-АМ5», «Экспресс-АМ6», заказан перспективный спутник «Экспресс-АМУ1». Более того, НИИ Радио предложил установить на КА «Экспресс-АМ5» и «Экспресс-АМ6» в качестве экспериментальной многолучевую нагрузку в Ka-диапазоне.
Предприятие тесно сотрудничает с канадской компанией MDA, европейскими компаниями Thales Alenia Space и EADS Astrium. В результате международного сотрудничества в НИИ Радио были внедрены современные технологии в области проектирования, сборки и испытания полезных нагрузок. Кроме того, были освоены собственные отдельные процессы разработки бортовой аппаратуры.

### Разработка системы оповещения и спасения людей
НИИ Радио принимает участие в разработке системы оповещения и спасения людей в условиях чрезвычайных ситуаций на незнакомой территории. В Институте разработана программа, которая устанавливается на смартфон и в случае непредвиденных ситуаций позиционирует человека на местности — показывает на экране или сообщает голосом, где находится выход.
Эта система также может применяться в целях безопасности — чтобы позиционировать постороннего человека на охраняемой территории.

## Государственные награды и премии
- 1981: Орден Трудового Красного Знамени за выполнение специалистами института крупных разработок техники связи.
- 1999: Государственная премия РФ в области науки и техники за работу «Разработка и внедрение цифровой системы передачи дополнительной информации для сетей общего и специального назначения (Система „ТВ-Информ“)»
- 2001: Премия Правительства РФ в области науки и техники за работу «Создание новой общероссийской радиовещательной сети».
- 2002: Премия Правительства РФ в области науки и техники за работу «Разработка и внедрение систем мобильной связи».
- 2004: Премия Правительства РФ в области науки и техники за работу «Разработка и внедрение цифровой распределительной сети телевизионного вещания»
- Премия Правительства РФ в области науки и техники за работу «Создание многофункциональной автоматизированной системы спутниковой связи»
- 2006: Премия Правительства РФ в области науки и техники за работу «Разработка и внедрение научных, технических и организационных решений создания автоматизированной системы координатно-временного и навигационного обеспечения антитеррористических мероприятий».